# Leichttraktor
Leichttraktor (с нем. — «лёгкий трактор») — германский лёгкий танк 1930-х годов. Также известен под названием Kleintraktor и VK31.

## История разработки
По условиям Версальского мирного договора Германии запрещалось иметь собственный танковый парк, поэтому машину в целях дезинформации планировалось выпускать под видом трактора.
Работы над лёгким танком VK 31 (для сохранения секретности именовавшемся «Kleintraktor», с нем. — «малый трактор») начались на два года позже, чем над тяжёлым «Grosstraktor». 28 марта 1928 года верховное командование вермахта объявило конкурс на разработку гусеничной боевой машины с массой до 12 т. Опытные образцы планировалось получить в начале 1930 года, а стоимость одного танка не должна была превышать 50 000 немецких марок. В дальнейшем планировалось создать ещё 17 машин по той же цене.
В мае 1928 года заказ раздали трём крупным фирмам, уже имевшим опыт в постройке бронетехники: Daimler-Benz, Krupp и Rheinmetall-Borsig, но к этому времени Управление вооружений потребовало снизить массу танка до 7,5 т. Среди других требований — толщина бронирования боковых и лобовых поверхностей 14 мм и экипаж из четырёх человек. Вооружение VK31 должно было состоять из 37-мм полуавтоматической пушки KwK 36 и одного 7,92-мм пулемёта Dreyse. Кроме того, танки предполагалось оборудовать радиостанциями с дальностью связи радиотелефоном до 3 км и радиотелеграфом до 7 км. Также для действий в условиях газовых атак предусматривалась установка противохимического оборудования. Требования к ходовым качествам выдвигались не менее жёсткие.
Пока шла разработка лёгкого танка, немцы взялись за поиски новых союзников, с которыми можно было наладить сотрудничество в военной сфере. Наиболее активно становлению немецких танковых войск помогал Советский Союз, при участии которого в декабре 1926 года в Казани была создана советско-германская танковая школа, известная под названием «Кама». В течение 1930—1931 гг. туда были доставлены все четыре лёгких танка. После обкатки танков немецкие представители остались недовольны возможностями машины.

## Описание конструкции
Фирма Daimler-Benz из-за внутренних проблем так и не смогла принять участие в конкурсе, поэтому проектирование танка совершали Krupp и Rheinmetall-Borsig. Обе фирмы вели разработку совместно, поэтому неудивительно, что их прототипы оказались внешне очень похожими. К этому моменту танк переименовали в «Leichttraktor». Прототипы VK 31 оснащались радиостанциями.

### Rheinmetall
Не имея опыта постройки танковых шасси, немецкие инженеры из Rheinmetall решили использовать ходовую часть от гусеничного тягача-транспортёра. Применительно на один борт ходовая часть танка состояла из 12 сдвоенных опорных катков, сблокированных по два в шесть тележек, одного натяжного и двух поддерживающих роликов, переднего направляющего и заднего ведущего колеса. Для защиты элементов шасси был сохранён бортовой бронеэкран, в котором было сделано три прямоугольных вреза, предназначенных для сброса накапливавшейся внутри грязи.
Корпус был клёпано-сварной и собирался из листов катаной броневой стали толщиной от 4 до 10 мм. Компоновка танка осталась тракторной, что давало VK 31 некоторые преимущества.
В передней части находилось моторно-трансмиссионное отделение, где был установлен карбюраторный двигатель Daimler-Benz M36 мощностью 36 л.с. В средней части располагалось отделение управления, в котором место механика-водителя находилось с левой стороны. Поскольку особенности компоновки танка не давали возможности обеспечить оптимальный обзор, над головой водителя была установлена небольшая башенка со смотровыми щелями.
Вооружение состояло из одной 37-мм пушки KwK L/45 и 7,92-мм пулемёта Dreyse, установленных в башне конической формы. Для наблюдения за окружающей обстановкой на крыше монтировалось два смотровых прибора, а в кормовой части башни, с небольшим смещением вправо, был выполнен эвакуационный люк.

### Krupp
Инженеры фирмы Krupp не доверяли тракторному шасси, и потому решили разработать собственную ходовую часть. При аналогичной с танком Rheinmetall компоновке машины Krupp имели клёпано-сварной корпус немного большей длины и высоты, что дало возможность выполнить по бортам два небольших аварийно-посадочных люка. Прототип фирмы Krupp получил ходовую часть, состоящую из шести сдвоенных опорных катков малого диаметра на борт с вертикальной пружинной амортизацией, двух поддерживающих роликов, переднего направляющего и заднего ведущего колеса.
Вооружение танка состояло из установленной в двухместной цилиндрической башне (оснащённой двумя наблюдательными приборами и люком для аварийного покидания машины) 37-мм пушки KwK L/45 и спаренного с ней 7,92-мм пулемёта.
Но за сборку башен и установку вооружения отвечала фирма Rheinmetall.

### Недостатки конструкции
Установка двигателя в передней части танка спасала экипаж от поражения при обстреле спереди, но толщина брони была явно недостаточной и не могла уберечь машину от поражения снарядами и пулями крупного калибра. Значительное усиление бронирования не представлялось возможным без возрастания массы и, соответственно, ухудшения и без того посредственных ходовых качеств. Кроме того, из-за недостатков системы охлаждения часто перегревался двигатель, а износостойкость гусеничных траков оказалась крайне низкой.

## Экипаж
Экипаж VK 31 обеих фирм состоял из четырёх человек: механика-водителя, командира, радиста и заряжающего. Посадка в танк осуществлялась через люк в кормовой части.

## Машины на базе Leichttraktor
В 1935 году фирма Rheinmetall модифицировала один из своих VK 31, оснастив его новой ходовой частью с 4 опорными катками большего диаметра и 3 поддерживающими роликами на борт. Расположение ведущих и направляющих колёс не изменилось.
Затем был построен ещё один прототип лёгкого танка, который можно было отнести к классу самоходных установок. Вместо башни на нём была установлена неподвижная бронированная рубка с орудием PaK L/45 калибра 37 мм (противотанковый вариант). Экипаж танка был сокращён до трёх человек. Часто упоминается, что данная модификация была создана на основе опытного образца фирмы Rheinmetall, но судя по ходовой части она была заимствована у прототипа фирмы Krupp. Подробности испытаний этой машины до нас не дошли.

## Судьба проекта
Все четыре Leichttraktor были отправлены в Германию летом 1933 года, когда танковая школа в Казани была ликвидирована. В 1934 году танки передали в Мунстер на зимовку, а с 1935 года и до начала войны их использовали в качестве учебных машин в танковой школе в Пултосе.
Пока развивались эти события, в 1931 году Министерство вооружения выдало фирме Rheinmetall заказ на выпуск 289 модернизированных танков, однако вскоре заказ отменили. Вермахт отдал предпочтение машине PzKpfw I фирмы Krupp, которую в целях дезинформации называли LaS (Landwirtschaftlicher Schlepper — «сельскохозяйственный тягач»).

## Стендовый моделизм
Модель танка до 2019 года на рынке практически представлена не была. Пионером стала украинская компания ICM, выпустившая в масштабе 1:35 в 2019 году модификацию Rheinmetall 1930. В масштабе 1:72 модель выпускает фирма Den Bels Models.